# Melrakkaey
Melrakkaey är en ö i republiken Island. Den ligger i regionen Västlandet, i den västra delen av landet. Ön är inte privat egendom men är skyddad och ingen kan resa till den utan tillstånd från miljöministeriet. Det är inte heller tillåtet att jaga inom en radie på 2 km från ön.

## Historia
Under hela sin historia har Melrakkaey använts som födokälla av lokalbefolkningen. I havet som omger ön fångas fisk och på basaltklipporna på Melrakkaey finns många fågelarter, vilket är en stabil källa till kött och ägg. Dessutom användes ön som skafferi av lokalbefolkningen.
Melrakkaey innehades av Setberg sedan 1300-talet. Setberg kom i Melrakkaeys ägo när en äldre kvinna förlorade sina två söner till sjöss och pantsatte ön till kyrkan.
De boende i Setberg använde ön för att odla hö varje sommar och ett hus byggdes på ön för att hysa arbetare.
1971 blev Malrakkaey ett skyddat område för att skydda fågelpopulationen på ön.